# Скопление галактик Пуля
Скопление галактик Пуля (англ. Bullet Cluster), 1E 0657-558 — скопление галактик, состоящее из двух сталкивающихся скоплений. Строго говоря, название скопление Пуля относится к меньшему из скоплений, удаляющемуся от большего.
Сопутствующее расстояние вдоль луча зрения составляет 1,141 Гпк (3,7 млрд световых лет).
Исследование явлений гравитационного линзирования данным скоплением дало одно из наиболее важных доказательств существования тёмной материи.
Наблюдения столкновений других скоплений галактик, таких как MACS J0025.4-1222, также поддерживают идею существования тёмной материи.

## Общие сведения
Основные компоненты пары скоплений — звёзды, газ и предполагаемая тёмная материя — по-разному ведут себя в течение столкновения, что позволяет исследовать компоненты по отдельности. Звёзды галактик, наблюдаемые в видимом излучении, слабо откликаются на столкновение, большинство звёзд испытывает только замедление движения вследствие дополнительного притяжения. Горячий газ двух сталкивающихся скоплений, наблюдаемый в рентгеновском излучении, представляет большую часть барионного вещества в паре скоплений. Газ двух скоплений участвует в электромагнитном взаимодействии, что приводит к существенному замедлению газа по сравнению с замедлением звёзд. Третий компонент, тёмная материя обнаруживается при наблюдении гравитационного линзирования объектов фона. В рамках теорий, в которых тёмная материя отсутствует (например, модифицированная ньютоновская динамика), линзирование должно согласовываться с распределением барионного вещества, то есть рентгеновского газа. Но наблюдения показали, что эффект линзирования сильнее всего проявляется в двух отдельных областях вблизи наблюдаемых галактик; таким образом, получила подтверждение идея о том, что большая часть массы в скоплениях заключена в пределах двух областей тёмной материи, которая проходит сквозь области газа при столкновении. Этот вывод согласуется с предполагаемыми свойствами тёмной материи как слабо взаимодействующей, за исключением силы гравитации.
Скопление Пуля является одним из наиболее горячих известных скоплений галактик. Для земного наблюдателя меньшее скопление прошло центр системы скоплений 150 млн лет назад, создав ударную волну в форме арки, находящуюся вблизи правой стороны скопления, при прохождении газа температурой 70 млн К в меньшем скоплении через газ с температурой 100 млн K в большем скоплении со скоростью около 10 млн км/ч. Выделившаяся при этом энергия эквивалентна энергии 10 квазаров.

## Значимость для теорий о тёмной материи
Скопление Пуля представляет одно из лучших доказательств существования тёмной материи и по свойствам плохо согласуется с выводами наиболее известных вариантов модифицированной ньютоновской динамики. Было показано на уровне статистической значимости 8σ, что смещение центра полной массы от центра масс барионного вещества не может объясняться только изменением закона тяготения.
По словам Greg Madejski:
Особо впечатляющие результаты были получены по наблюдениям скопления Пуля космической обсерваторией Чандра (1E0657-56; Fig. 2) и указаны в работах Markevitch et al. (2004) и Clowe et al. (2004). Эти авторы утверждают, что в скоплении происходит слияние при высоких скоростях (около 4500 км/с), на что указывает распределение горячего газа, излучающего в рентгеновском диапазоне. Область тёмной материи, выявленная по анализу карты линзирования, совпадает с областью не сталкивающихся галактик, но лежит впереди относительно сталкивающегося газа. Подобные наблюдения создают ограничения на сечение взаимодействия тёмной материи.
По словам Эрика Хаяси:
Скорость меньшего скопления не чрезмерно высока для структур в скоплениях и может достигаться в рамках современной космологической Лямбда-CDM модели.
Проведённое в 2010 году исследование показало, что скорости столкновений несовместимы с предсказаниями Лямбда-CDM модели. Но уже последующее исследование показало, что согласие между теорией и наблюдениями есть, а несоответствие возникало в том числе вследствие малого объёма моделирования. Более ранняя работа, в которой утверждалось несоответствие параметров скопления и современных космологических моделей была основана на неверном определении скорости падения галактик на основе скорости ударной волны в испускающем рентгеновское излучение газе.
Хотя скопление Пуля предоставляет свидетельства наличия тёмной материи на крупных масштабах скоплений, оно не вносит вклада в разрешение проблемы вращения галактик. Наблюдаемое отношение количества тёмной материи и видимой материи в типичном богатом скоплении существенно ниже, чем теоретическое. Таким образом, возможно, Лямбда-CDM модель не способна описать различие масс на масштабах галактики.

## Альтернативные интерпретации
Мордехай Милгром, автор теории модифицированной ньютоновской динамики опубликовал опровержение утверждений о том, что свойства скопления Пуля доказывают существование тёмной материи. Милгром утверждает, что MOND корректно учитывает динамику галактик вне скоплений галактик, а в скоплениях типа Пули устраняет необходимость в большом количестве тёмной материи, оставляя отношение требуемой для описания свойств скопления массы и
наблюдаемой массы равное 2, это расхождение значений Милгром объясняет наличием ненаблюдаемого обычного вещества, а не тёмной материи. Без привлечения MOND или похожей теории расхождение в массе достигает 10 раз. Другое исследование, проведённое в 2006 году, предостерегает от "простой интерпретации анализа слабого линзирования в скоплении", оставляя открытым вопрос о том, может ли в несимметричном скоплении типа скопления Пуля MOND или аналогичная теория корректно учесть эффекты гравитационного линзирования.